# Federação Cearense de Atletismo
A Federação Cearense de Atletismo - FCAt é uma federação de entidades esportivas que regula a atividade de atletismo no Ceará sendo filiada a Confederação Brasileira de Atletismo. Foi fundada em 18 de abril de 1972, com sede em Fortaleza sendo atualmente presidida por Carla Ribeiro Ramos. O Ceará já tinha uma federação de atletismo desde 13 de abril de 1956 como relata Nirez em seu livro Cronologia Ilustrada de Fortaleza.